# Фермилаб
Национальная ускорительная лаборатория им. Энрико Ферми (более распространено сокращённое наименование Фермилаб) расположена в городке Батавия недалеко от Чикаго (Иллинойс, США). Принадлежит Министерству энергетики США. Специализируется на исследованиях в области физики высоких энергий, астрофизике и ускорительных технологиях. С 1 января 2008 Фермилаб управляется Исследовательским альянсом Ферми, организованным Чикагским университетом и Исследовательской ассоциацией университетов (URA). URA — консорциум, состоящий из 91 исследовательского университета, в основном из США, но есть также члены из Канады, Японии и Италии.
Основной исследовательской установкой Фермилаба являлся коллайдер Теватрон (он закончил свою работу 30 сентября 2011 года), расположенный в подземном кольцевом туннеле длиной 6,28 км. На 1 января 2007 года этот коллайдер являлся ускорителем с самой большой в мире энергией пучков частиц и светимостью, уступив первенство Большому адронному коллайдеру в 2009 году. Кроме коллайдерных экспериментов (CDF и D0), Фермилаб проводит несколько небольших экспериментов, использующих фиксированные мишени, эксперименты с нейтрино и участвует в астрофизических наблюдательных проектах.
Небольшое стадо бизонов, заведенное во времена основания лаборатории, живёт на территории Фермилаба, символизируя связь между фронтиром современной физики в Фермилабе и фронтиром прошлого — прериями. Некоторые из местных жителей считают, что бизоны были завезены для использования в виде живого детектора радиации, если уровень радиации достигнет опасного уровня. Однако, Фермилаб объявил, что утверждения подобного рода не имеют под собой оснований.
В честь Фермилаба был назван астероид 11998 Фермилаб.

## Основные научные результаты Фермилаба
- В 1977 году открыт b-кварк
- В 1995 году открыт t-кварк
- В 2000 году заявлено о прямом наблюдении тау-нейтрино.

## История
Решение о постройке Национальной ускорительной лаборатории было принято в 1967 году президентом Линдоном Джонсоном. В 1974 году лаборатория была названа в честь Энрико Ферми. Первым директором Фермилаба был Роберт Р. Уилсон, известный физик и участник Манхеттенского проекта. На территории лаборатории расположено несколько скульптур, которые он создал. Главной приписываемой ему заслугой было окончание строительства лаборатории раньше запланированного времени и в рамках выделенного бюджета. Главное здание лаборатории, имеющее уникальную форму, названо в честь Уилсона.
В 1978 году Уилсон покинул пост директора лаборатории в знак протеста из-за проблем с финансированием лаборатории и его место занял Леон Ледерман. Под его началом был предложен проект преобразования первоначального большого ускорителя Фермилаба в коллайдер Теватрон. Во время директорства Ледермана (в 1983 году) этот ускоритель был запущен. В 1988 году Ледерман оставил свой пост и в настоящее время является почётным директором лаборатории в отставке. Образовательный центр Фермилаба был назван в его честь.
С 1988 по 1998 годы директором лаборатории был Джон Пиплс. На эти годы приходится проведение сеанса работы коллайдерных экспериментов CDF и D0 под названием Run I и открытие t-кварка (1994). В 1995 году Теватрон был остановлен и началось строительство нового главного инжектора для Теватрона для серьёзного увеличения светимости ускорителя. С 1998 по 2005 годы лабораторией управлял Майкл С. Витерелл. Под его началом ускоритель Теватрон был запущен в режиме увеличенной светимости и начался экспериментальный сеанс Run II. С 1 июля 2005 года директором Фермилаба стал Пьермариа Оддон.
Фермилаб является одним из возможных мест постройки следующего за LHC коллайдера — ILC. Однако вследствие проблем с финансированием физики высоких энергий в США в 2008 году все работы по этому проекту были временно заморожены, и судьба ILC остаётся неопределённой.

## Ускорители Фермилаба
На первой стадии ускорения протонов с конца 1960-х годов и до середины 2012 года использовались генераторы Кокрофта — Уолтона. Всего существовало два таких генератора, один из которых был резервным. С конца 2012 года на начальной стадии ускорения используется RFQ-ускоритель. Первоначально ускорению подвергаются отрицательные ионы водорода (они получаются в результате прохода газа водорода через контейнер с цезием). На следующем шаге ускорения используется линейный ускоритель (или линак), который ускоряет частицы до 400 МэВ, в результате ионы приобретают скорость около 70 % от скорости света. Перед входом в следующий ускоритель отрицательные ионы водорода проходят через угольную фольгу, где теряют электроны и становятся протонами (или ионами H+).
Следующий шаг — кольцо бустера. Бустер использует магниты для удержания пучка протонов на кольцевой орбите. Протоны в среднем пролетают через бустер 20 000 раз, увеличивая свою энергию на каждом круге (на определённых участках своего пути они ускоряются продольным электрическим полем). В результате протоны покидают бустер, имея энергию 8 ГэВ. Далее протоны летят в Главный инжектор. Этот ускоритель был построен в 1999 году, он выполняет три задачи: ускорение протонов, поставка протонов определённой энергии для производства антипротонов и ускоряет антипротоны, приходящие из антипротонного источника. (До создания Главного инжектора вместо него использовалось так называемое Главное кольцо (Main Ring), синхротрон на теплых магнитах, расположенный в тоннеле над Теватроном. В 1976 году на Главном кольце была получена рекордная энергия пучка 500 ГэВ.). Далее протоны и антипротоны поступали в Теватрон и ускорялись до номинальной энергии 980 ГэВ. Теватрон имел длину 6,25 км и использовал сверхпроводящие магниты для удержания пучка на круговой орбите. Протоны и антипротоны летели в противоположных направлениях со скоростью практически не отличающейся от скорости света. Физики управляли пучками так, что они пересекались только в двух точках, где были расположены огромные коллайдерные детекторы — D0 и CDF. На кольцах Теватрона и Главного инжектора существует несколько зон, где пучок выводится из ускорителей, там проводятся эксперименты с фиксированными мишенями.

## Эксперименты, проводимые в настоящее время
- коллайдерные эксперименты[источник не указан 1614 дней]:
  - D0
  - CDF
- эксперименты с фиксированной мишенью:
  - Charmonium (E760/E835)
  - DONUT (E872)
  - FOCUS (E831)
  - HyperCP (E871)
  - KTeV (E799/E832)
  - MIPP (E907)
  - NuSea (E866/E906)
  - NuTeV (E815)
  - SELEX (E781)
- эксперименты с нейтрино:
  - MiniBooNE
  - Sciboone
  - MINOS
- астрофизические эксперименты:
  - Dark Energy Survey (E939)
  - CDMS (E891)
  - SNAP
  - участие в проекте Обсерватории Пьер Оже (E881)
  - Sloan Digital Sky Survey (E885/E949)
  - COUPP Experiment (E961)
  - GammeV
- ускорительные эксперименты/программы:
  - NICADD Photoinjector Laboratory (E886)
  - Muon Ionization Cooling Experiment (MICE)
  - участие в постройке LHC
- приостановленные крупные проекты:
  - NOvA
  - ILC
- иные:
  - Muon g-2

## Современное положение дел в Фермилабе

### Финансовые проблемы последних лет
За последние несколько лет рост бюджета Фермилаба был постоянно ниже уровня инфляции и лаборатория была вынуждена пойти на сокращение персонала (в 2005 году было уволено 100 сотрудников). В настоящее время основным проектом нового директора и администрации лаборатории является разработка и, в дальнейшем, строительство электрон-позитронного коллайдера ILC в Фермилабе. Однако, решением Конгресса США в 2008 году финансирование проекта ILC в США было урезано в 4 раза от запланированного. Это серьёзно уменьшает шансы Фермилаба построить этот ускоритель у себя. В 2008 году финансовое состояние лаборатории резко ухудшилось, и директор был вынужден объявить о предстоящем сокращении 10 % персонала.

### CERN
В 2009 году Теватрон перестал быть самым высокоэнергетичным коллайдером в мире, так как был запущен Большой адронный коллайдер (LHC) в европейской лаборатории CERN в Женеве (Швейцария). Этот ускоритель частиц имеет большие размеры по сравнению с Теватроном (его длина составляет 27 км) и может ускорять протоны до энергии 7 ТэВ. Это соответствует энергии столкновения 14 ТэВ, то есть более чем в 7 раз выше, чем у Теватрона. Хотя Фермилаб продолжает играть важную роль в будущем развитии физики высоких энергий, но уступил почётное звание лидирующей лаборатории в этой области науки.

### Новая схема управления
1 ноября 2006 года Министерство энергетики США объявило, что Исследовательский альянс Ферми (ИАФ) будет управлять Фермилабом в течение 5 лет начиная с 1 января 2007 года. ИАФ организован, как партнёрство между Исследовательской ассоциацией университетов (URA) и Чикагским университетом. Если управление будет признано успешным, ИАФ сможет продлить контракт на управление Фермилабом на следующие 20 лет без проведения конкурса.

### Коллаборации
В Фермилабе действуют коллаборации DUNE, MicroBooNE.

### Проблемы с магнитами для LHC
27 марта 2007 произошёл серьёзный инцидент при тестировании магнитов, построенных Фермилабом для коллайдера LHC в CERN. Во время магнитных тестов на критическую нагрузку разрушилась система поддержки квадрупольного магнита (имеет длину 14 метров). В результате была повреждена система охлаждения ускорителя. Для решения возникших проблем понадобилось 3 месяца дополнительных работ.